# Domnall Mór mac Diarmata
Domnall Mór  Mac Diarmata ou Domnall na Corra Mac Carthaig   (mort le 1er décembre 1206) est un membre de la dynsatie Mac Carthaigh roi de Desmond de 1185 au 1er décembre 1206

## Règne
Domnall Mór Mac Carthaig également surnommé na-Corra du fait du lieu de son décès , succède à son père Diarmait mac Cormaic comme souverain de Desmond et de Cork. Il hérite de l'animosité de son père contre les anglo-normands et poursuit le combat de ce dernier. Selon les annales il est de «  tous les rois contemporains d'Irlande le plus craint par les Étrangers et les Gaedil ». Neuf justiciers auraient été tués et 21 batailles engagées en Munster sous son règne. En 1189 il dévaste des établissements anglo-normands dans le Déise, l'Osraige et le Desmond. Allié avec d'autres princes irlandais menacés par les envahisseurs les Uí Chuiléin et les Uí Faeláin il rase en 1196 une série de châteaux  dont ceux de Lismore et de Tibberaghny . Il remporte un combat qui lui permet de faire rentrer provisoirement la cité de Cork sous son autorité. Les anglo-normands réagissent et mènent une expéditin sur Thurles, Domnall la met en déroute et tue Geoffroy de Cogan qui est écorché.Après un règne glorieux de vingt ans il meurt à Corra ou Currad le 1er décembre 1206. La loi de tanistrie fait passer la souveraineté à son frère cadet Fíngen mac Diarmata

## Postérité
Domnall laisse trois fils :
- Diarmait Dúna Droignéin mac Domnaill roi de Desmond 1207 à 1211 (mort en 1229) ;
- Cormac Finn mac Domnaill (c'est-à-dire le Blond), roi de Desmond de 1244 à 1247 ;
- Domnall Gott mac Domnaill roi de Desmond de 1247 à 1252.

## Source
- Anthony Stokvis, préf. H. F. Wijnman, Manuel d'histoire, de généalogie et de chronologie de tous les états du globe, depuis les temps les plus reculés jusqu'à nos jours, Leyde, éditions Brill, 1889 réédition 1966, Volume II  Chapitre  II.Monomie [Munha, Munster], § 3 Des-Munha [Desmond] p. 259 :  Généalogie des rois de Desmond . Tableau généalogique Tableau n° 24 p. 263.